# Старод
Старод (словен. Starod) — поселення в общині Ілірська Бистриця, Регіон Нотрансько-крашка, Словенія. Висота над рівнем моря: 738,8 м.